# 密山站
密山站，位于中华人民共和国黑龙江省鸡西市密山市密山镇光复街道，是密东铁路、林密铁路上的火车站，建于1936年，哈尔滨铁路局管辖。

## 車站周邊
- 密山源馨园旅店
- 开心大戏院
- 白鹤旅馆
- 密山客运中心
- 中国邮政储蓄银行密山城东营业所
- 密山市口腔医院
- 中国邮政储蓄银行密山市支行
- 密山市文体局
- 中国工商银行密山兴凯湖支行
- 密山市图书馆
- 密山市粮食局
- 中国建设银行建安储蓄所
- 中国邮政储蓄银行东安街支行
- 中国农业银行学府路分理处

## 歷史
- 建于1936年。

## 外部連結
- 中国铁路客户服务中心（页面存档备份，存于）